# Skrętak sosny

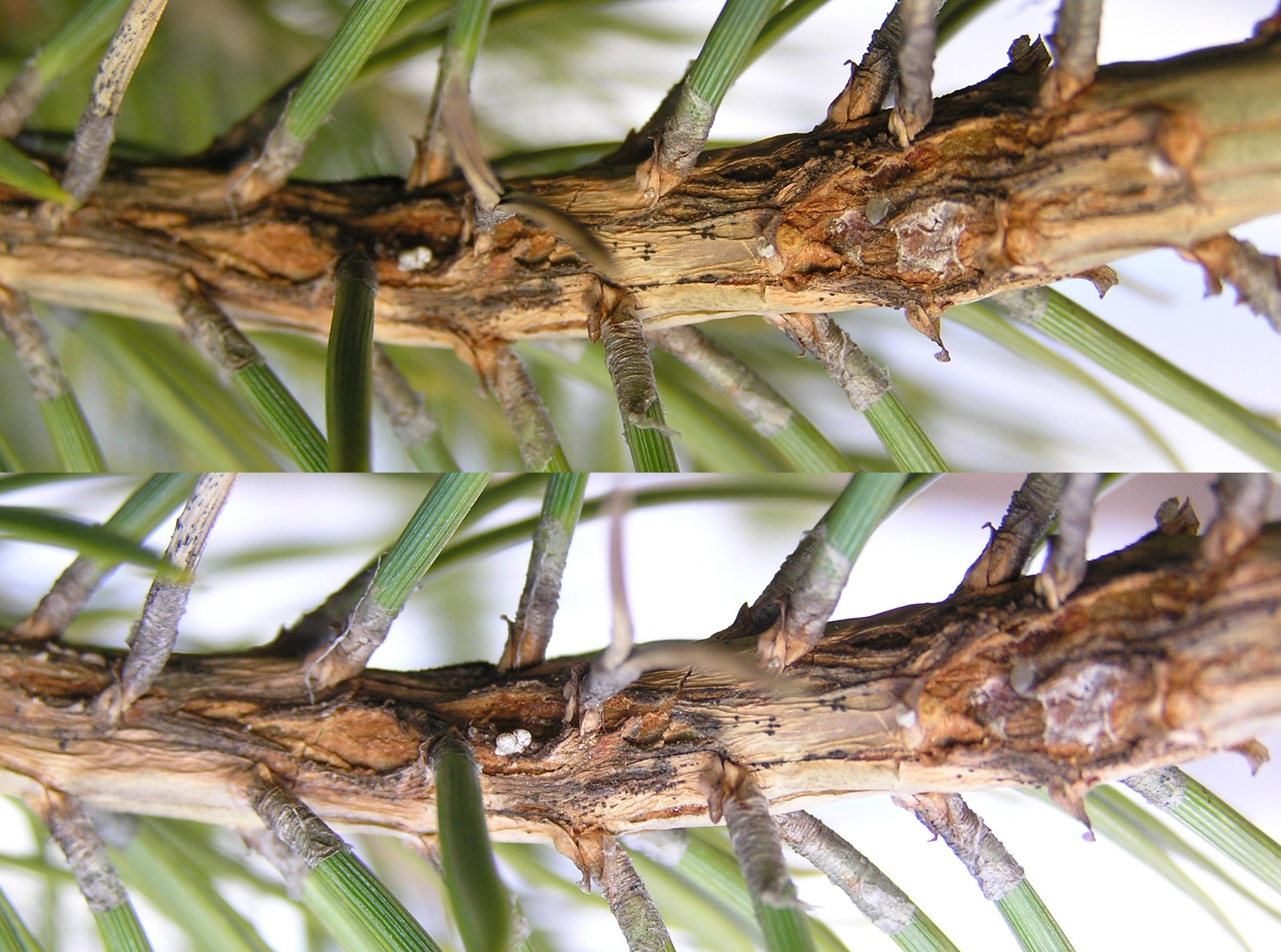
Objawy rdzy na sośnie

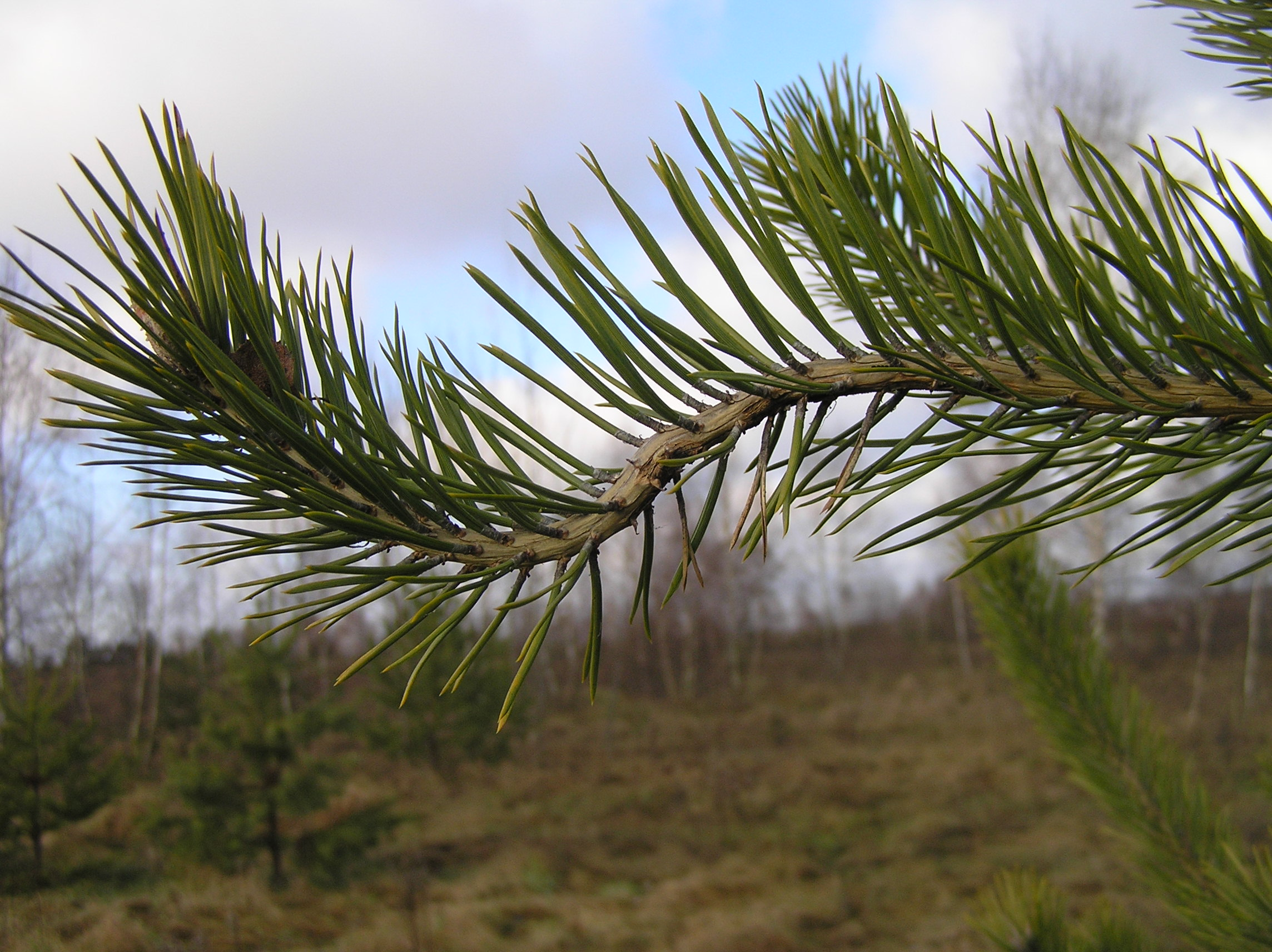
Zniekształcony młody pęd sosny zwyczajnej

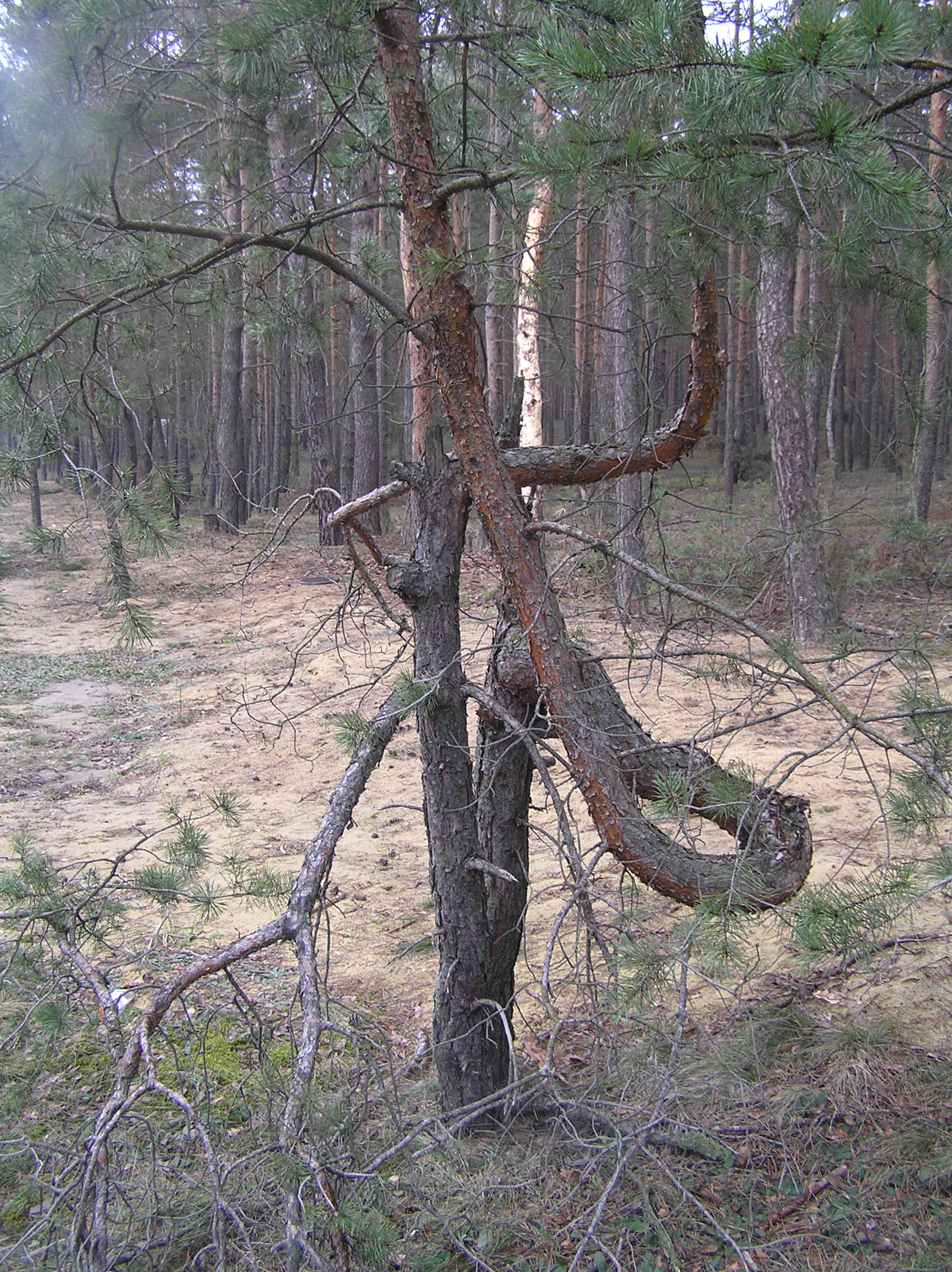
Zniekształcony pień sosny

Skrętak sosny, rdza sosnokrętna – grzybowa choroba drzew iglastych, głównie sosen (również modrzewi) i osiki oraz niektórych roślin zielnych, wywoływana przez Melampsora populnea (Pers.) P. Karst. 1879 (syn. Melampsora pinitorqua (Rostr.) Rostr.).

## Cykl rozwojowy i objawy
Skrętak jest groźny dla sosen w okresie uprawy. Na przełomie maja i czerwca zarodniki podstawkowe atakują tegoroczne pędy, po czym pojawiają się najpierw czarne pyknidia, a potem bladobrunatne ecja. Kambium pędu w miejscu porażenia zamiera, wygina się w dół, a następnie powyżej uszkodzenia wyprostowuje się, co prowadzi do powstania charakterystycznego zniekształcenia. Na liściach drugiego żywiciela tego gatunku, którym przeważnie jest topola, powstają brunatne uredinia, a potem czarne telia, które wraz z liśćmi opadają i zimują. Wiosną teliospory kiełkują i wyrastają podstawki wytwarzające zarodniki podstawkowe, dzięki którym patogen infekuje tegoroczne pędy sosen.
W wyniku infekcji powstają nekrozy i następuje zniekształcenie pędów sosny, utrzymujące się niekiedy przez całe życie drzewa. Porażone pędy mogą zamierać w wyniku działania kolejnych chorób, np. szarej pleśni. Jeśli objawy te obejmują wiele pędów mogą przyczynić się do uformowania krzaczastego pokroju. Drzewka mogą słabiej przyrastać na wysokość, jeśli do infekcji dochodzi kilka lat z rzędu. Równocześnie, bardziej podatne na zarażenie Melampsora populnea są sosny o większym współczynniku wzrostu. Porażone pędy główne są średnio o 5–50% dłuższe niż pędy zdrowe. Tłumaczy się to zwiększonym wysiłkiem hormonalnym drzewa i wynikającym z tego obniżeniem odporności. Siedlisko zasobne w pokarm, powodując silniejszy przyrost, może wpływać na wzrost podatności na infekcje.

## Warunki występowania
Badania wskazują na silną zależność między warunkami pogodowymi w danym i poprzednim roku a występowaniem choroby. Największy wpływ ma temperatura powietrza i poziom opadu atmosferycznego. Skrętak sosny stanowi większe zagrożenie dla młodych sosen w czasie wilgotnych i ciepłych wiosen, poprzedzonych długą i równie wilgotną zimą. Szczególnie sprzyjające warunki stwarza chłodny i suchy marzec oraz ciepły i deszczowy kwiecień. W latach o ciepłych wiosnach, kiedy w maju suma temperatur powietrza wyższych niż 5 °C wynosi 180 °C i więcej, choroba może osiągnąć charakter epifitozy. Rozwija się jednak umiarkowanie lub w sposób ograniczony jeśli granica ta nie jest przekroczona. W warunkach niedostatku wilgoci w powietrzu grzyb często nie rozwija się. Występowaniu choroby sprzyja także ciepły lipiec, chłodny maj i wrzesień poprzedniego roku. W tym czasie patogen rozwija się na drugim gospodarzu, topoli osice, i tworzy materiał zakaźny, którym infekuje sosny kolejnej wiosny.

## Historia choroby
Pierwsze wzmianki o rdzy z rodzaju Melampsora pochodzą z początku XX w. (1901 r.). W latach 1926–28 odnotowano skrętaka sosny w Wielkopolsce i na Pomorzu, a w 1948 r. zaliczano go do ważniejszych chorób grzybowych dotykających uprawy sosnowe w Polsce. Od tamtej pory największy obszar zagrożony tą chorobą, liczący 10 tys. ha, odnotowano w 1962 r. W 2006 roku powierzchnia występowania choroby wynosiła 685 ha, w 2010 770,7 ha zaś w 2011 387,43 ha (o 49,8% mniej niż w 2010).
W 1944 roku opisano pojawienie się skrętaka w południowo-wschodniej Anglii, na sosnach pochodzących z nasadzeń wykonanych pod koniec lat 30. XX wieku.

## Znaczenie gospodarcze
Występowaniu choroby sprzyjają duże powierzchnie upraw sosny na terenach po klęskach ekologicznych (np. po pożarze), z rosnącą w pobliżu topolą osiką. Jest to jedna z częściej występujących w Polsce chorób sosen w wieku 4–12 lat. W odpowiednich warunkach może dochodzić do masowego porażania drzewek.
Nie ma zgodności co do znaczenia choroby dla gospodarki leśnej. Bywa uznawana za duże zagrożenie lub za zjawisko o statystycznie niewielkim znaczeniu. W Polsce w 2011 roku w szkółkach leśnych szkody od skrętaka sosny wystąpiły jedynie na łącznej powierzchni 0,16 ha, zaś w drzewostanach w wieku do 20 lat na powierzchni 365,8 ha, a w wieku ponad 20 lat 21,5 ha.

## Zwalczanie
Jako metodę ochrony upraw sosny zaleca się usuwanie drugiego gospodarza, jakim są głównie topole, u których Melampsora wywołuje chorobę o nazwie rdza topoli. Topole, szczególnie topola osika, nie powinny rosnąć ani w obrębie uprawy ani w jej sąsiedztwie. Za stosunkowo bezpieczną uznaje się odległość 300 m. Ponieważ topole często  wytwarzają odrośla, przed usunięciem zaleca się doprowadzenie do ich obumarcia przez obrączkowanie pni lub odpowiedni zabieg chemiczny. Na obszarach silnie zagrożonych chorobą zaleca się, aby w najmłodszych uprawach nie wykaszać traw, które mogą ograniczyć rozprzestrzenianie się zarodników grzyba.
W maju i czerwcu, kiedy dochodzi do infekcji sosen, można wykonać zabieg opryskiwania młodych pędów środkami do zwalczania chorób powodowanych przez rdze. Opryski topoli należy wykonywać latem.